# Valeria Bufanu
Valeria Bufanu-Ştefănescu (née le 7 octobre 1946 à Bacău) est une athlète roumaine spécialiste des haies hautes. Licenciée au Rapid Bucarest, elle mesure 1,70 m pour 60 kg.

## Carrière

### Palmarès
| Date | Compétition                    | Lieu      | Résultat | Épreuve     | Performance |
| ---- | ------------------------------ | --------- | -------- | ----------- | ----------- |
| 1968 | Jeux européens en salle        | Madrid    | 5e       | 50 m haies  | 7 s 19      |
| 1971 | Championnats d'Europe          | Helsinki  | 7e       | 100 m haies | 13 s 5      |
| 1972 | Jeux olympiques d'été          | Munich    | 2e       | 100 m haies | 12 s 84     |
| 1973 | Championnats d'Europe en salle | Rotterdam | 2e       | 60 m haies  | 8 s 16      |

### Records
| Épreuve          | Performance | Lieu   | Date |
| ---------------- | ----------- | ------ | ---- |
| 80 m haies       | 10 s 6      |        | 1968 |
| 100 m haies      | 12 s 84     | Munich | 1972 |
| Saut en longueur | 6,58 m      |        | 1974 |